# Argus语言
Argus是芭芭拉·利斯科夫在MIT于1982年到1988年之间创立的编程语言，协作者包括Maurice Herlihy、Paul Johnson、Bob Scheifler和William Weihl。它是CLU语言的扩展，利用了大多数的相同语法和语义。Argus被设计用来支持分布式程序，通过封装有关过程在叫做“守护者”的对象之中，和通过支持叫做“行动”的原子性操作。

## 引用
1. 1 2 3  Liskov, Barbara. . Communications of the ACM. 1988, 31 (3): 300–312. doi:10.1145/42392.42399.
2. ↑  Walker, E. F. . MIT/LCS/TR-326.   [2011-03-09]. （原始内容存档于2011-07-20）.